# Bisdom Tarnów

Bisdommen in Polen
4. Aartsbisdom Krakau
5. Bisdom Bielsko-Żywiec
6. Bisdom Kielce
7. Bisdom Tarnów

Het bisdom Tarnów (Latijn: Dioecesis Tarnoviensis, Pools: Diecezja Tarnowska) is een in Polen gelegen rooms-katholiek bisdom met zetel in de stad Tarnów. Het bisdom behoort tot de kerkprovincie Krakau, en is samen met de bisdommen Bielsko-Żywiec en Kielce, suffragaan aan het aartsbisdom Krakau.

## Geschiedenis
- 13 maart 1786: Opgericht als bisdom Tarnów
- 1795: Opgeheven
- 28 september 1821: Heropgericht als bisdom Tyniec, uit delen van Aartsbisdom Krakau en Aartsbisdom Przemyśl
- 23 april 1826: Hernoemd als bisdom Tarnów
- 25 maart 1992: Gebied verloren bij oprichting bisdom Rzeszów

## Bisschoppen van Tarnów
- 1783-1785 Jan Duwall (niet in bezit genomen)
- 1786-1801 Florian Amand z Janówka Janowski
- 1822-1827 Gregorius Thomas Ziegler
- 1831-1832 Ferdinand Maria von Chotek
- 1832-1835 Francishek Pisztek
- 1836-1840 Franciszek Ksawery Zachariasiewicz
- 1840-1850 Józef Grzegorz Wojtarowicz
- 1852-1885 Józef Alojzy Pukalski
- 1886-1900 Ignacy Łobos
- 1901-1932 Leo Walega
- 1933-1939 Francis Lisowski
- 1946-1959 Jan Stepa
- 1962-1990 Jerzy Karol Ablewicz
- 1990-1997 Józef Mirosław Życiński
- 1997-2011 Wiktor Paweł Skworc
- 2012-heden Andrzej Jeż

### Hulpbisschoppen in Tarnów
- 1921-1943 Edward Komar
- 1946-1968 Karol Pekala
- 1958-1965 Michel Blecharczyk
- 1968-1991 Piotr Bednarczyk
- 1968-1999 Józef Gucwa
- 1974-2009 Władysław Bobowski
- 1991-2003 Jan Styrna
- 2004-2011 Stanisław Budzik
- 2009-2012 Andrzej Jeż
- 2007-heden Wiesław Lechowicz
- 2013-heden Jan Piotrowski
- 2013-heden Stanisław Salaterski

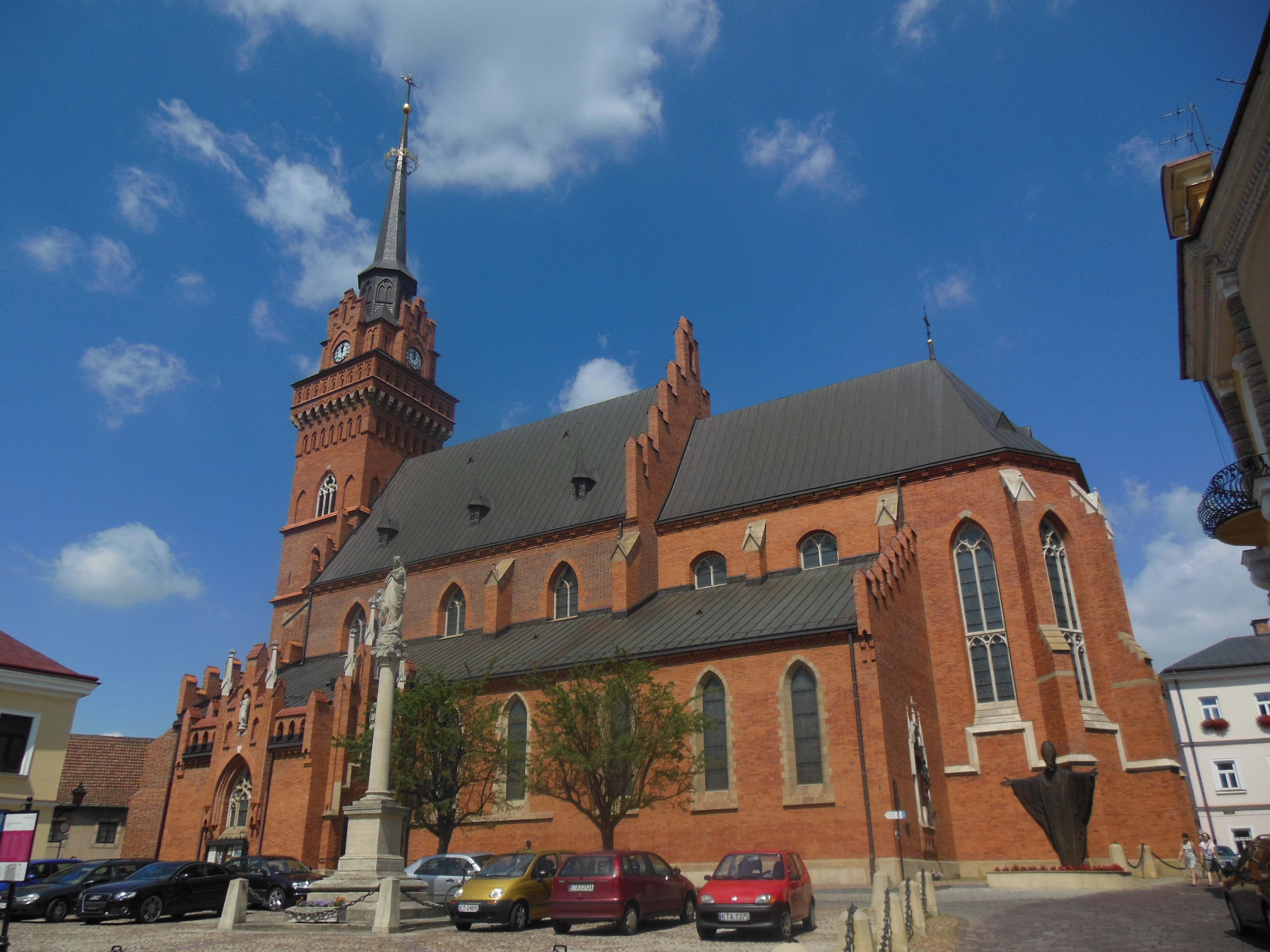
Kathedraal van Tarnów
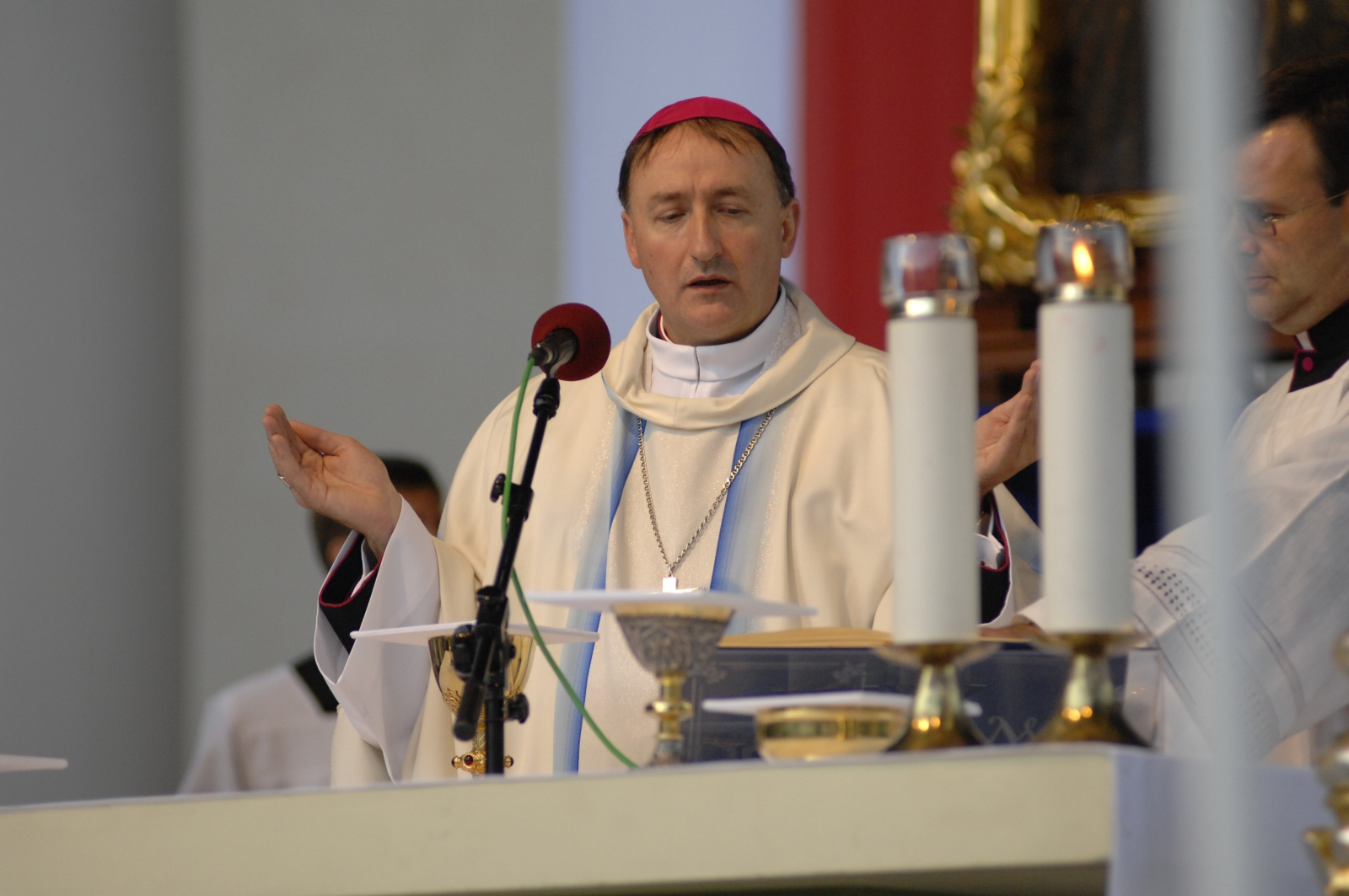
Bisschop Andrzej Jeż